# 鉄琴

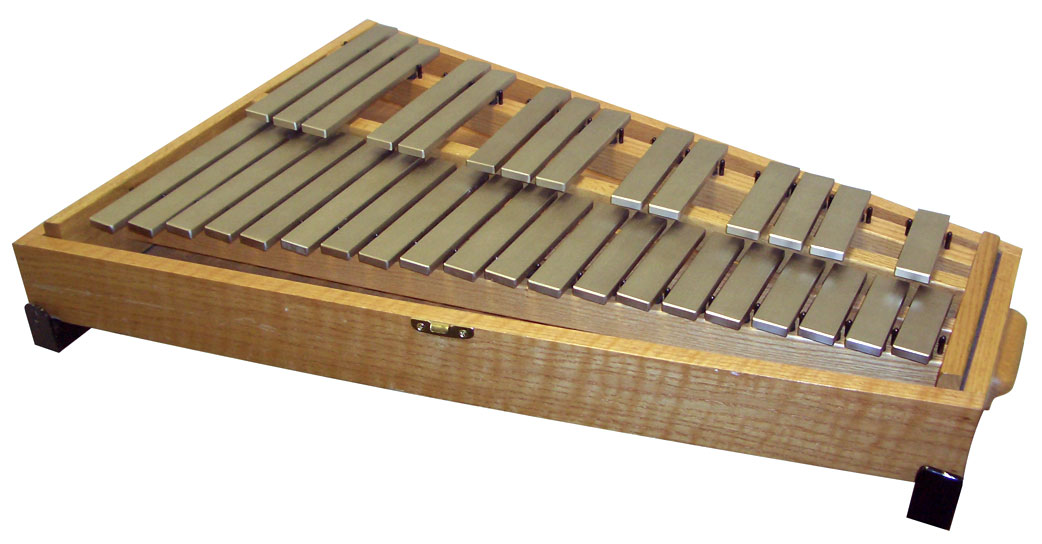
簡単なつくりの鉄琴

鉄琴（てっきん）は、金属製の音板を鍵盤状に並べ、マレット（ばち）で叩いて音を出す打楽器の総称。いずれも体鳴楽器に分類される。同じような形をしているが木製の音板によるものを木琴と呼ぶ。鉄琴や木琴のように音板を並べる打楽器を総称して鍵盤打楽器と呼ぶことがある。
日本語では鉄琴と呼ぶものの、音板の材質は必ずしも鉄とは限らず、比較的新しいヴィブラフォンをはじめとして、立奏鉄琴、ボックスフォンなどはアルミニウム合金製が多い。
鉄琴には次のような種類がある。
- グロッケンシュピール（Glockenspiel） - ドイツ語で鉄琴を指す言葉であるが、日本でグロッケンシュピールというとコンサート用の鉄琴を指すことが多い。
- ヴィブラフォン（Vibraphone）
- ベルリラ
- 鍵盤付きグロッケンシュピール - チェレスタによく似た楽器で、鉄琴にピアノのような鍵盤が付けられ、ピアノと同じ奏法で演奏することができるようになったもの。チェレスタより硬い音がする。